# 군국미담

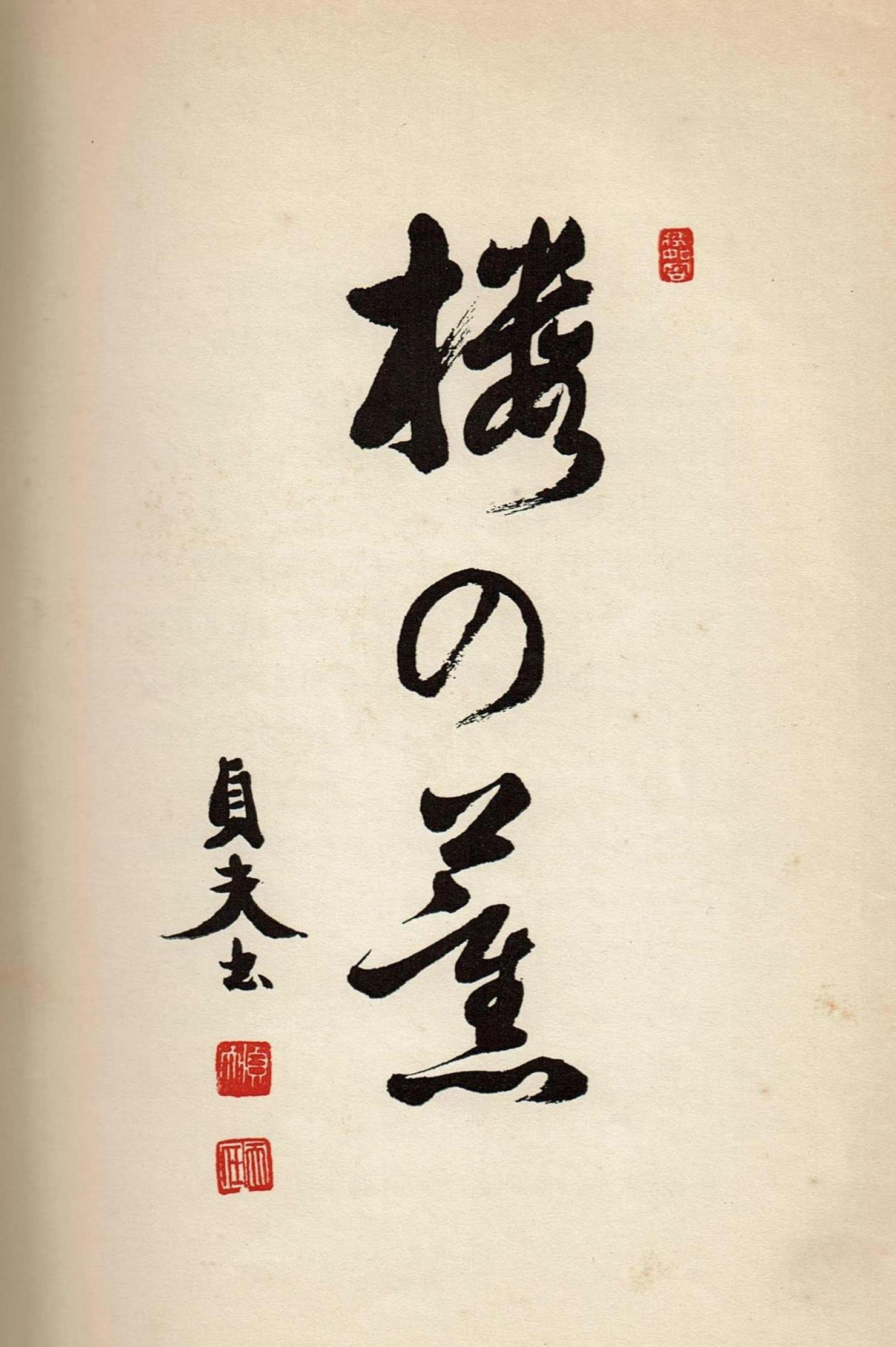
영어로 출판된 군국미담 프로파간다 《벚꽃 내음》(桜の薫)

군국미담(軍國美談)은 제국 일본에서 청일전쟁, 러일전쟁, 만주사변, 중일전쟁, 태평양전쟁에 있어 군인, 병사, 총후(후방)의 사람들에 의한 미담적 에피소드를 일컫는다. 신문보도나 군인의 편지 따위에서 시작된 '미담'은 이를 소재로 사용한 유행가(군국가요), 영화, 전기·소설에서 가부키, 로쿄쿠, 고단, 라쿠고에 이르기까지 다종다양한 매체를 통해 가공, 유포되었다. 학교 교과서(국정교과서)에서도 교재로서 많이 사용되었다. 다른 말로 전시미담, 애국미담, 전시가화(佳話)라고도 했다.
'미담'은 정부와 군관계자가 퍼뜨리려 한 것도 있으나 대부분은 신문보도와 민중의 지지에 의해 이야기(物語)화된 것이다. 미담 가운데 영웅적으로 순직한 군인을 일러 군신이라고 했다.
만주사변 개시 이후 장병의 전사와 미담이 헤아리기 힘들 정도로 많아졌는데 러일전쟁 당시와 비교하면 영화, 라디오, 레코드 등 미디어가 이에 가담한 점에 변화가 있다. 그 대부분은 최루성 비극이었으며, 구미와 비교되는 일본인의 정신성의 상징이라고 파악하는 논조도 다수 생겨났다. 교과서 실리게 된 것 외에도 잡지나 교사에 의한 훈화 따위로 인하여 아이들에게도 커다란 영향을 미쳤다. 미담을 한데 모아 도서화하기도 하였다.
제2차 세계대전 후 국정교과서에 기술된 것은 문부성과 점령군의 방침에 따라 삭제되었으며 교사의 지시에 따라 어린이 자신의 손으로 먹칠을 하거나 종이를 덧붙이거나 했는데, 이를 통틀어 먹칠 교과서(墨塗り教科書)라 불렀다.
한국에서는 이승복 일화의 미담화, 보급을 군국미담 전통과 연관짓는 시각도 존재한다.

## 유명군국미담

### 청일전쟁
기구치 나팔병
나팔병 기구치 고헤이 일등졸은 적에게 총 맞아 죽었을 때조차 입에서 나팔을 놓지 않았다는 일화가 미담으로서 전한다. 처음에 시라가미 겐지로로 잘못 알려졌으나 후일 기구치로 수정되었다. 1903년(메이지 34년)부터 수신교과서에도 "용기를 솟게 한다", "충의의 마음을 솟게 한다"고 씌었다.
용감한 수병
중상을 입은 미우라 도라지로 삼등수병은 적 전함 '정원'의 침몰 여부를 묻고서 죽어갔다는 일화가 전하며 이에 사사키 노부쓰나가 작사한 군가 〈용감한 수병〉이 만들어졌다.
수병의 어머니
청일전쟁에 종군한 오가사와라 나가나리가 저술한 《해군일기》에 있는 이야기로, 군함 '다카치호'의 한 수병이 읽은 어머니로부터의 편지에 "한목숨을 버려 군은(君恩)에 보답하거라"는 구절이 있었다. 처음에 〈감심(感心)한 어머니〉라는 제목으로 국어교과서에 채용되었으며 이후 〈수병의 어머니〉로 제목을 바꾸어 게재되었다.
기타시라카와노미야 요시히사 친왕
대만평정에 근위사단장으로서 출정, 전병사하여 대만신궁이 창설된 후 신으로 모셔졌다. 수신교과서에 〈요시히사 친왕〉을 제목으로 황실에 대한 충성을 고양시키기 위한 교재로서 채용되었다.

### 러일전쟁
노기 마레스케
러일전쟁의 영웅이던 노기가 메이지 천황의 붕어에 때맞추어 순사하자 국내에 커다란 충격을 일으켰다. 당시에 충의, 무사도의 발로로 이해되었으며 기왕에 1910년(메이지 43년) 국어교과서에서 여순함락에 있어 러시아의 장군 아나톨리 스테셀과의 〈수사영의 회견〉, 1918년 수신교과서에서 〈청렴〉 따위에서 그 인품이 교재로 사용된 터였다. 아카사카에 소재한 노기의 저택은 도쿄시에서 보존하였고 1923년(다이쇼 12년) 그 인접지에 노기 신사가 진좌(鎭座)되었다. 아울러 노기 신사는 그 밖에도 전국 5개소에 만들어졌다. 노기 저택 앞 유레자카는 노기자카로도 불리게 되었다.
히로세 다케오
여순항 폐색작전에 있어 폐색함 '후쿠이마루' 철퇴 시 부하를 수색한 후 탄환에 맞아 전사했다. 히로세는 군인의 귀감으로서 군신으로 불렸다. 또한 생전의 인격에 대하여도 존경을 받았다. 전기나 《히로세 중좌 충렬표창가시배구집》(廣瀬中佐忠烈表彰歌詩俳句集) 등도 간행되었다. 1909년(메이지 42년) 도쿄 만세이바시 역전에 와타나베 오사오가 만든 동상이 세워졌다. 니조바시 앞의 구스노키 마사시게상과 함께 명소가 되었다. 문부성창가 〈히로세 중좌〉 등 여러 곡에서 노래되었으며 수신교과서에서는 "약속을 지켜라", "충의"라 쓰며 제재로 다루어졌다.
다치바나 슈타
요양회전에 있어 장렬한 전사를 이루어 모범적 군인으로서 칭송한 기사가 신문에 게재되었다. 해군의 히로세의 뒤를 이은 육군의 군신으로 불렸다. 국어교과서에서도 〈다치바나 중좌〉로 다루어졌다.
이치타로야!(一太郎やあい)
출병하는 군인을 수송하는 배가 가가와현 다도쓰항을 나올 무렵 전송하러 나온 병사의 어머니가 "임금님께 제대로 봉공하거라!(天子様によく御ほうこうするだよ)"고 외친 정경이 사범학교의 강연에서 이야기되어 도쿄의 도서감사관에 전해지자 국민정신을 함양하기 위함에서 1918년 국어교과서에 사용되었다. 이에 따라 전국적으로 유명해졌으며 잡지·신문기사·전기물 따위가 배출되기 이르렀다. 이후 이야기의 주인공을 찾아가니 궁핍한 생활을 하고 있음이 알려져 격려나 의연금을 부치는 운동이 일어났으나 교과서의 다음 개정판에서는 게재되지 않았다.

### 중일전쟁(만주사변, 일화사변)
폭탄삼용사
1932년(쇼와 7년) 제1차 상해사변에 있어 적의 철조망을 파괴하기 위해 세 명의 공병이 폭탄을 들고 돌입하여 폭사한 일이 보도되었다. 이를 '폭탄삼용사', '육탄삼용사' 등으로 일컬었으며, 곧 열광적 반응을 불러일으켰다. 유족에게는 많은 휼병금이 모아졌고 천황으로부터 제자료(祭粢料)를 내려받았다. 보도된 지 한 달째 되던 무렵 8편의 영화가 제작되었으며 메이지자에서는 무대극 《상해의 수훈자 삼용사》가 상영되었다. 오사카마이니치신문과 도쿄니치니치신문의 곡 모집에서 요사노 히로시가 1등으로 선정되기도 했다. 세 명이 소속된 부대에 있던 구루메와 도쿄 등지에 동상이 건립되었다. 어린이용 완구, 과자 가운데에 움직이는 폭탄삼용사나 폭탄 캐러멜, 폭탄 초콜릿 따위도 있었으며, 동상의 모형이 《소년구락부》의 부록으로 딸렸다. 아울러 삼용사의 어머니의 일화도 전해져 칭송받았다. 동상 건립을 위한 모금에는 소학년생 10만 명의 모금도 포함되었다. 교과서에서는 1941년 개정된 국어교과서에 채용되었으며 창가교재에도 〈삼용사〉가 사용되었다.
구가 노보루
구가 소좌는 상해사변에서 비장한 전사를 이루었다고 보도되었으나 실제로는 중상을 입고 포로로 잡혔다. 포로 교환에서 일본 측에 인도된 지 이틀 후 권총으로 자살했다. 이런 전후곡절이 '상해사변 최대의 비극' 따위로 보도되어 이것을 제재로 삼은 영화가 1932년 한해에 5편 상영되었다.
초콜릿과 군인(チョコレートと兵隊)
전선에 배치된 병사가 위문대에 든 초콜릿을 싼 종이를 모아(100장을 모으면 판초코 1개와 교환할 수 있었다) 자택의 자식들에 보냈으나 그 후 머지않아 전사하고 말았다. 이것이 1938년(쇼와 13년) 신문에 게재되어 영화 《초콜릿과 군인》이 만들어졌다.
스기모토 고로
보병대 대장이던 스기모토 중좌는 1937년 적진 공격 와중 전사했다. 당시에는 크게 보도되지 않았으나, 죽기 직전까지 써오던 수기가 이듬해 《대의》(大義)라는 제목으로 출판되자 황국에 대한 충의를 운운한 내용으로 말미암아 전후까지 100만 부 판매에 달하는 베스트셀러가 되었다. 스기모토는 군신으로 불림과 더불어 야마오카 소하치 저 《군신 스기모토 중좌》를 비롯해 수많은 전기가 출판되었다.
군견 도네(利根)
만주사변에서 군견 곤고(金剛), 나치(那智) 두 마리 개의 활약과 죽음을 그린 〈개의 공훈〉이 1933년 국어교재에, 군견 도네를 기른 소녀와 도네의 활약을 그린 〈군견 도네〉가 1941년 국어교재에 사용되었다.
사욘의 종
1938년 대만의 일본인 순경이 출정할 적에 태풍속에서 그의 짐을 운송하던 원주민 아타얄족 소녀 사욘 하욘(サヨン・ハヨン)이 강에 굴러떨어져 사망했다. 1940년 대만총독에 부임한 하세가와 기요시 해군대장이 이 이야기를 듣고 '애국처녀 사욘의 종(愛国乙女サヨンの鐘)'을 사욘의 마을에 증여했다. 이 일은 전국적으로 보도되었으며, 현지에서는 다카사고 의용대 모집의 선전에 이용되었다. 1941년 와타나베 하마코가 노래한 〈사욘의 종〉이 발표되었으며, 1943년 이향란 주연으로 영화화되었다.
이 밖에 일화사변에서 군신 내지는 규범적 군인으로 취급된 자로서 전투기로써 싸우다 전사한 난고 모치후미 소좌, "더할 나위 없는 전형적 무인"으로 육군정보부에 의해 현창된 니시즈미 고지로 전차장 등이 있으며, 하타 겐스케의 《군신전》(軍神伝)에 한데 정리되어 있다. 이들 역시 전기나 영화에서 그 소재가 되었으며, 이를테면 군의 의뢰를 받아 쓰인 기쿠치 간의 《니시즈미 전차장전》(西住戦車長伝)이 있다.
부인잡지에서는 중일전쟁 개시 이후 자식의 전사를 당한 모친을 칭송하는 기사나 〈군국의 어머니 서한집〉 등이 게재되었으며, 자식을 전지에 보낸 어머니를 노래한 〈군국의 어머니〉(軍国の母, 1937년)나 자식의 전사를 당한 어머니가 야스쿠니신사를 방문하는 내용인 〈구단의 어머니〉(1939년) 등이 히트를 쳤다. 또한 종군간호사의 기록인 오타케 야스코(大嶽康子)의 《병원선》(病院船, 1939년)이 문부성 주(主)추천도서가 되어 영화화되었으며 미야가와 마사코(宮川マサ子)의 《대지에 기도하다》(大地に祈る, 1940년)는 기쿠치 간의 "성전에 참가하는 여성의 마음에 대한 가장 뛰어난 기록"이라는 추천사를 싣고 있다. 《주부지우》에서는 1938년 〈부인애국의 노래〉(婦人愛国の歌), 〈소년소녀애국의 노래〉(少年少女愛国の歌) 작사 공모, 《킹》에서는 1939년 〈출정병사를 보내는 노래〉(出征兵士を送る歌) 작사 공모 등을 진행하였다.

### 태평양전쟁
구군신
진주만 공격에 있어 특수잠항정에 탑승하여 전사한 9명을 이후의 대본영발표에 근거하여 군신으로 크게 보도하였다. 목숨을 건 작전에서 깨끗이 목숨을 바친 자세에서 칭찬받았으며, 그들의 모친 역시 "일본의 어머니"로서 주목을 모았다. 이어 요미우리신문이 일본문학보국회와 제휴를 맺고 "일본의 어머니"를 방문하여 현창하는 운동이 벌어졌다.
이 특별공격대 현창을 위해 〈하와이 해전〉(ハワイ海戦), 〈군신 이와사 중좌〉(軍神岩佐中佐), 〈특별공격대〉(特別攻撃隊) 따위 노래가 만들어졌다. 한편 이 시기에는 〈포와 대해전〉(布哇大海戦), 〈말레이 해상의 개가〉(マレー沖の凱歌), 〈황군의 전과 빛나다〉(皇軍の戦果輝く), 〈타이국 진주〉(タイ国進駐), 〈필리핀 진격〉(フィリピン進撃), 〈싱가포르 경사스러운 입성〉(シンガポール晴れの入城) 등 전과 발표를 듣고서 만든, 뉴스 가요(ニュース歌謡)라 부른 신장르의 곡이 잇따라 발표되었다.
가토 다테오
1942년 5월 전투비행부대장으로서 전사하여 7월이 되어 "하늘의 군신"으로 그 인물상을 포함해 크게 보도되었다. 육군장교로서는 처음으로 2계급 특진(중좌에서 소장)되었으며, 9월에는 전에 없는 수준의 육군장이 거행되었다. 그 위훈을 칭송하는 전시가요로 〈하늘의 군신〉, 〈군신 가토 중좌〉가 발표되었으며, 1944년 영화 《가토 하야부사 전투대》가 공개되었다.
야마자키 군신부대
1943년 애투섬 옥쇄의 보도는 국민에게 큰 충격을 주었다. 전사한 야마자키 야스요 대좌 이하 이천수백명의 수비대는 군신부대로 호칭되었다. 옥쇄의 정신으로써 미국을 대한 일본의 정신적 우위성을 설파하는 한편, 미국의 물량적 우위성에 대항하기 위한 증산을 국내 총후에 호소하는 제재가 되었다. 이 옥쇄를 제재로 삼은 후지타 쓰구하루의 전쟁화가 육군에 봉납되어 신문 각지에 실렸으며 그 후 결전미술전람회에 출품, 걸작으로 추어올려져 후지타의 대표작이 되었다. 〈애투섬 혈전용사 현창국민가〉(アッツ島血戦勇士顕彰国民歌)의 작사 모집에서 입선작이 같은 제목으로, 가작 제1석이 소국민가 〈모두의 맹세〉(みんなの誓い)로서 널리 퍼졌다.
당시 해군갑종예과연습생을 제재로 하여 연습생모집을 목적으로 한 영화 《결전의 대공에》(1943년)나 가미카제특별공격대를 제재로 한 영화 《전격대출동》(1944년) 등도 만들어졌다.

## 참고문헌
- 中内敏夫『軍国美談と教科書』岩波書店 1988年
- 早乙女勝元『戦争を語りつぐ』岩波書店 1998年
- 八木秀次監修『精撰「尋常小学修身書」』小学館 2002年
- 島本慈子 (2006). 《戦争で死ぬ、ということ》. 岩波新書. 岩波書店. ISBN 4004310261. 다음 글자 무시됨: ‘和書’ (도움말);
- 山室建德『軍神』中央公論社 2007年
- 戸ノ下達也『｢国民歌｣を唱和した時代 昭和の大衆歌謡』吉川弘文館 2010年
- 黒川孝広 (2008). 《国民学校国民科国語の研究 : 言語活動主義と軍国主義の相克》 (학위논문). 博士 (教育学) 甲第2630号. 틀:CRID. 다음 글자 무시됨: ‘和書’ (도움말)